# Регионални електорални съдилища
Регионалните електорални съдилища (на португалски: Tribunal Regional Eleitoral) са второинстанционни органи на електоралното правосъдие в Бразилия, чиято юрисдикция се разпростира в границите на един щат. Представляват специализирани апелативни съдилища, които осъществяват контрол върху всеки етап от избирателния процес в даден щат. Решенията на регионалните електорални съдилища се обжалват пред Висшия електорален съд на Бразилия, който е върховна инстанция за дела от този характер.
В Бразилия съществуват двадесет и седем регионални федерални съдилища – по едно за всеки щат от федерацията и едно за Федералния окръг.

## Състав
Според чл. 120 от Конституцията на Фередаривна република Бразилия съставът на регионалните електорални съдилища се попълва:
I. Чрез таен вот:
- двама съдии, избрани измежду десембаргадорите от състава на съответния апелативен щатски съд;
- двама съдии, избрани от съответния апелативен щатски съд измежду първоинстанционните електорални съдии в щата.

II. един съдия от състава на регионалния федерален съд, който има седалище в съответната щатска столица или Феделания окръг, а ако няма такъв съд – от един първоинстанционен федерален съдия, избран от съответния регионален федерален съд;
III. двама съдии, назначени от президента на страната измежду кандидатска листа с шест имена на адвокати със забележително образование и безупречна репутация, номинирани от съответния апелативен щатски съд.

## Компетенции
Регионалните електорални съдилища притежават правото да осъществяват контрол и инспекция върху целия изборен процес в своята юрисдикция – от регистрирането на регионалните клонове на политическите партии до съставянето на изборните протоколи и карти по време на преброяването на гласовете. Регионалните електорални съдилища освен това осъществяват контрол върху регистрирането на избирателите, върху определянето на границите на избирателните райони и отчитането на резултатите от изборите. Пред регионалните електорални съдилища се оспорват резултатите от изборите и се обжалват решенията на първоинстанционните електорални съдии.
Решенията, взети от Регионалните електорални съдилища, се оспорват пред Висшия електорален съд, и то само в случите, когато:
- решенията противоречат на разпоредби в конституцията;
- се появи разлика в тълкуванието, което регионалните електорални съдилища правят на един и същ закон;
- когато са свързани с обявяване в състояние на неизбираемост или издаване на сертификат за победа във федерални или щатски избори;
- когато анулират сертификат за изборна победа или обявяват отстраняване на длъжностно лице от федерален или щатски пост, който се заема чрез избори;
- при процедури хабеас корпус, мандат за защита или хбеас дата, когато съдът се произнася с отказ да удовлетвори молбата на жалбоподателя, поискал издаването на такива актове;